# Květa Eretová
Květa Eretová (nascuda Jeništová; 21 d'octubre de 1926 - 8 de gener de 2021) fou una jugadora d'escacs txeca, que tenia el títol de Gran Mestra Femenina des de 1986. Va ser deu cops campiona femenina d'escacs de Txecoslovàquia.

## Resultats destacats en competició
Des de mitjans de la dècada de 1950 fins a mitjans de la dècada de 1970, Eretová va ser una de les principals jugadores d'escacs txecoslovaques. Va guanyar deu vegades els campionats d'escacs femenins de Txecoslovàquia, els anys 1955, 1960, 1961, 1962, 1963, 1964, 1966, 1975, 1976 i 1986. En total, va guanyar-hi 23 medalles (amb 10 de plata i 3 de bronze), un rècord històric. Va quedar entre les primeres en molts tornejos internacionals d'escacs, inclosos el segon lloc a Moscou (1971), Emmen (1971) i Halle (1971, 1978).
Květa Eretová va participar en el Torneig de Candidates al Campionat del Món d'escacs femení dues vegades:
- El 1959, al Torneig de Candidates de Plovdiv hi va ocupar el 10è lloc;[1]
- El 1964, al Torneig de Candidates de Sukhumi hi va ocupar el 10è lloc.[2]

L'any 1979, va participar al torneig interzonal femení a Rio de Janeiro, on va compartir els llocs 8è-9è.
Eretová va jugar representant Txecoslovàquia a les Olimpíades d'escacs femenines:
- L'any 1957, al segon tauler de la 1a Olimpíada d'escacs (femenina) a Emmen (+8, =1, -2) i hi va guanyar la medalla de plata individual,
- El 1966, al primer tauler de la 3a Olimpíada d'escacs (femenina) a Oberhausen (+4, =6, -2),
- L'any 1969, al segon tauler de la 4a Olimpíada d'escacs (femenina) a Lublin (+5, =3, -1) i hi va guanyar les medalles de bronze per equips i individual,
- El 1972, al segon tauler de la 5a Olimpíada d'escacs (femenina) a Skopje (+2, =5, -1),
- L'any 1974, al primer tauler de la 6a Olimpíada d'Escacs (femenina) a Medellín (+4, =4, -2).

El 1957, Eretová va rebre el títol de Mestra Internacional (WIM) de la FIDE, i el 1986 va rebre el títol de Gran Mestra (WGM).